# Нікола Леалі
Нікола Леалі (італ. Nicola Leali, нар. 17 лютого 1993, Кастільйоне-делле-Стів'єре) — італійський футболіст, воротар клубу «Дженоа». Відомий за виступами в низці італійських клубів, грецькому «Олімпіакосі» та бельгійському «Зюлте-Варегем», а також молодіжну збірну Італії. Чемпіон Греції.

## Клубна кар'єра
Нікола Леалі народився 1993 року в місті Кастільйоне-делле-Стів'єре. Розпочав грати в юнацькій команді «Кавріапонті», пізніше грав у юнацьких командах клубів «Мантова» та «Брешія». У дорослому футболі дебютував 2010 року виступами за дорослу команду клубу «Брешія»]], в якій грав до 2012 року, взявши участь у 17 матчах чемпіонату.
У 2012 році Леалі уклав контракт з туринським «Ювентусом», проте в іменитій команді так і не зіграв, оскільки керівництво клубу відразу віддало його в оренду до іншого італійського клубу «Віртус Ланчано», а в 2013 році передало футболіста до іншого італійського клубу «Спеція». У 2014 році воротар на правах оренди перейшов до клубу «Чезена», в якому також провів один сезон, а в сезоні 2015—2016 років Леалі захищав ворота іншої італійської команди «Фрозіноне».
У 2016 році Нікола Леалі також на правах оренди перейшов до грецького клубу «Олімпіакос» з Пірея. Хоча в цій команді італієць не зумів стати основним воротарем, проте за підсумками сезону він у складі команди здобув титул чемпіона Греції. У сезоні 2017—2018 років Леалі також на правах оренди грав у складі бельгійського клубу «Зюлте-Варегем», проте й там не став основним воротарем.
З 2018 року Нікола Леалі, після завершення контракту з «Ювентусом», підписав контракт з італійським клубом «Перуджа», але вже за півроку клуб віддав воротаря в оренду до іншого італійського клубу «Фоджа».
У 2019 році Нікола Леалі став гравцем італійського клубу «Асколі», де став основним воротарем.За чотири сезони відіграв за команду з Асколі-Пічено 134 матчі у чемпіонаті і Кубку.
5 липня 2023 року уклав трирічний контракт із вищоліговим «Дженоа», де став одним із резервних голкіперів.

## Виступи за збірні
У 2009 році Нікола Леалі дебютував у складі юнацької збірної Італії (U-16), загалом на юнацькому рівні взяв участь у 27 іграх, пропустивши 29 голів.
Протягом 2013—2015 років Леалі залучався до складу молодіжної збірної Італії. У складі молодіжної збірної футболіст брав участь у молодіжному чемпіонаті Європи 2013 року та молодіжному чемпіонаті Європи 2015 року, проте загалом зіграв у складі молодіжної збірної лише 1 матч.

## Статистика виступів

### Статистика клубних виступів
Станом на 1 липня 2023
| Сезон               | Команда             | Campionato          | Campionato | Campionato | Національний кубок | Національний кубок | Національний кубок | Континентальні кубки | Континентальні кубки | Континентальні кубки | Інші змагання | Інші змагання | Інші змагання | Усього за | Усього за |
| Сезон               | Команда             | Comp                | Pres       | Голів      | Comp               | Pres               | Голів              | Comp                 | Pres                 | Голів                | Comp          | Pres          | Голів         | Pres      | Голів     |
| ------------------- | ------------------- | ------------------- | ---------- | ---------- | ------------------ | ------------------ | ------------------ | -------------------- | -------------------- | -------------------- | ------------- | ------------- | ------------- | --------- | --------- |
| 2010–11             | «Брешія»            | A                   | 1          | -1         | КІ                 | 0                  | 0                  | -                    | -                    | -                    | -             | -             | -             | 1         | -1        |
| 2011–12             | «Брешія»            | B                   | 16         | -23        | КІ                 | 2                  | -2                 | -                    | -                    | -                    | -             | -             | -             | 18        | -25       |
| Усього за «Брешії»  | Усього за «Брешії»  | Усього за «Брешії»  | 17         | -24        |                    | 2                  | -2                 |                      | -                    | -                    |               | -             | -             | 19        | -26       |
| 2012–13             | «Віртус Ланчано»    | B                   | 37         | -51        | КІ                 | 0                  | 0                  | -                    | -                    | -                    | -             | -             | -             | 37        | -51       |
| 2013–14             | «Спеція»            | B                   | 38+1       | -41 + -1   | КІ                 | 3                  | -7                 | -                    | -                    | -                    | -             | -             | -             | 42        | -49       |
| 2014–15             | «Чезена»            | A                   | 28         | -49        | КІ                 | 1                  | 0                  | -                    | -                    | -                    | -             | -             | -             | 29        | -49       |
| 2015–16             | «Фрозіноне»         | A                   | 33         | -59        | КІ                 | 1                  | 0                  | -                    | -                    | -                    | -             | -             | -             | 34        | -59       |
| 2016–17             | «Олімпіакос»        | СЛ                  | 13         | -8         | КН                 | 4                  | -1                 | ЛЧ+ЛЄ                | 0+10                 | -11                  | -             | -             | -             | 27        | –         |
| 2017-січ. 2018      | «Зюлте-Варегем»     | Д1                  | 6          | -14        | КБ                 | 0                  | 0                  | ЛЄ                   | 2                    | -7                   | -             | -             | -             | 8         | -21       |
| січ.-черв. 2018     | «Перуджа»           | B                   | 19+1       | -22 + -3   | КІ                 | 0                  | 0                  | -                    | -                    | -                    | -             | -             | -             | 20        | -25       |
| 2018-січ. 2019      | «Перуджа»           | B                   | 0          | 0          | КІ                 | 1                  | -3                 | -                    | -                    | -                    | -             | -             | -             | 1         | -3        |
| Усього за «Перуджу» | Усього за «Перуджу» | Усього за «Перуджу» | 19+1       | -22 + -3   |                    | 1                  | -3                 |                      | -                    | -                    |               | -             | -             | 21        | -28       |
| січ.-черв. 2019     | «Фоджа»             | B                   | 16         | -16        | КІ                 | -                  | -                  | -                    | -                    | -                    | -             | -             | -             | 16        | -16       |
| 2019–20             | «Асколі»            | B                   | 35         | -55        | КІ                 | 0                  | 0                  | -                    | -                    | -                    | -             | -             | -             | 35        | -55       |
| 2020–21             | «Асколі»            | B                   | 35         | -43        | КІ                 | 0                  | 0                  | -                    | -                    | -                    | -             | -             | -             | 35        | -43       |
| 2021–22             | «Асколі»            | B                   | 36+1       | -40 + -1   | КІ                 | 1                  | -3                 | -                    | -                    | -                    | -             | -             | -             | 38        | -44       |
| 2022–23             | «Асколі»            | B                   | 25         | -30        | КІ                 | 1                  | -2                 | -                    | -                    | -                    | -             | -             | -             | 26        | -32       |
| Усього за «Асколі»  | Усього за «Асколі»  | Усього за «Асколі»  | 131+1      | -168 + -1  |                    | 2                  | -5                 |                      | -                    | -                    | -             | -             | -             | 134       | -174      |
| 2023–24             | «Дженоа»            | A                   | 0          | 0          | КІ                 | 1                  | -3                 | -                    | -                    | -                    | -             | -             | -             | 1         | -3        |
| Усього за кар'єру   | Усього за кар'єру   | Усього за кар'єру   | 341        | -457       |                    | 15                 | -21                |                      | 12                   | -18                  | -             | -             | -             | 368       | -496      |

## Титули і досягнення
- Чемпіон Греції (1):

«Олімпіакос»: 2016–2017